# John Tshibumbu
John Lungeny Tshibumbu (Kinshasa, 6 gennaio 1989) è un ex calciatore congolese (Repubblica Democratica del Congo), di ruolo attaccante.

## Caratteristiche tecniche
È un centravanti.

## Carriera

### Club
Ha legato la sua carriera specialmente al Gazelec Ajaccio, dove ha totalizzato 102 presenze e 20 reti.

### Nazionale
Il 9 giugno 2015 ha debuttato con la nazionale congolese nell'amichevole pareggiata 1-1 contro il Camerun, subentrando all'80' a Wilson Kamavuaka.